# スタディオン・ヴォイスカ・ポルスキエゴ
スタディオン・ヴォイスカ・ポルスキエゴ（(ポーランド語: Stadion Wojska Polskiego, 発音 [ˌstadjɔn ˌvɔjska pɔlˈskʲɛɡɔ])）は、ポーランド・マゾフシェ県ワルシャワにあるサッカー専用スタジアムである。レギア・ワルシャワがホームスタジアムとして使用する。

## 概要
1930年にスタジアムが完成した。スタジアム最初の試合は8月9日に行われたレギア・ワルシャワ対CFエウロパ・バルセロナ戦で、ユゼフ・ピウスツキらが観戦した。8月24日に最初のリーグ戦となるCzarni Lwów戦が行われた。1933年にスタジアムはスタディオン・ヴォイスカ・ポルスキエゴ（ポーランド軍スタジアム）と命名された。
新しいスタジアムの建設は2段階で行われ、第1段階は2008年11月17日に開始された。建設期間中もスタジアムで試合が行われたが、収容能力は5,976人だった。2010年6月に3つのスタンドが完成し、収容能力は27,000人以上になった。8月7日に新スタジアムの開場試合としてアーセナルFC戦が行われ、アーセナルが6-5で勝利した。2011年5月11日にすべての工事が完了し、5月21日に4つのスタンドが使用された最初の試合となるヴィスワ・クラクフ戦が行われた。
2011年7月にペプシコが3年間の命名権を取得し、2014年末までペプシ・アリーナ（Pepsi Arena）と呼ばれた。
2012年6月6日、スタジアムでカジミエシュ・デイナの銅像が発表された。カカはレギア・ワルシャワで390試合141得点の成績を残し、ポーランド代表でも活躍した。
2013年6月2日のシロンスク・ヴロツワフ戦には新スタジアムの最多観客数となる30,787人が来場した。

## 開催された主な試合
- 国際Aマッチ (2011年の改修以降)

| 日付           | ホームチーム | 結果 | アウェーチーム | ラウンド                      |
| -------------- | ------------ | ---- | -------------- | ----------------------------- |
| 2011年6月5日   | ポーランド   | 2-1  | アルゼンチン   | 親善試合                      |
| 2011年6月9日   | ポーランド   | 0-1  | フランス       | 親善試合                      |
| 2011年9月2日   | ポーランド   | 1-1  | メキシコ       | 親善試合                      |
| 2012年6月2日   | ポーランド   | 4-0  | アンドラ       | 親善試合                      |
| 2021年3月28日  | ポーランド   | 3-0  | アンドラ       | 2022 FIFAワールドカップ・予選 |
| 2022年11月16日 | ポーランド   | 1-0  | チリ           | 親善試合                      |

## ギャラリー

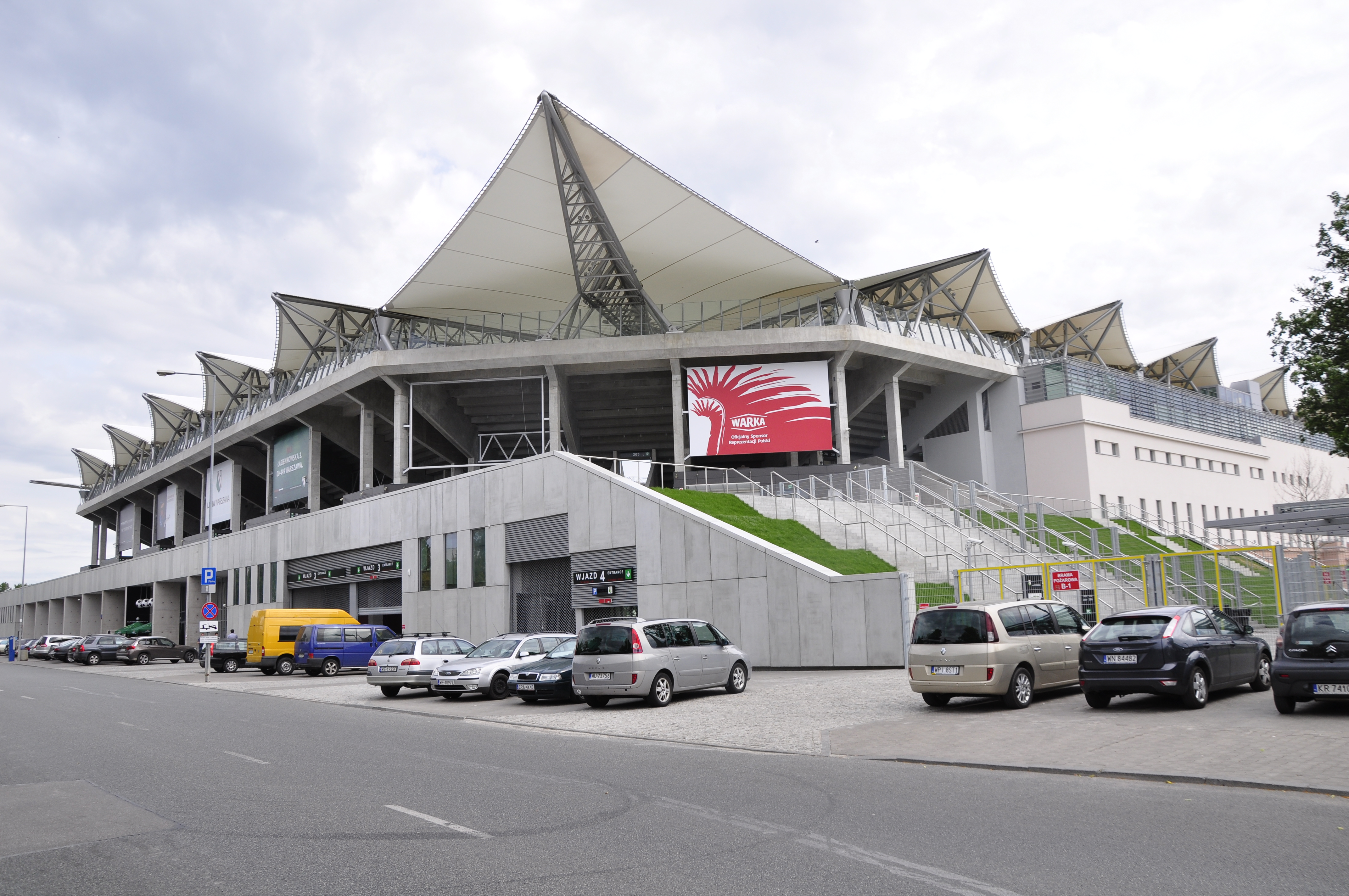
2011年の外観
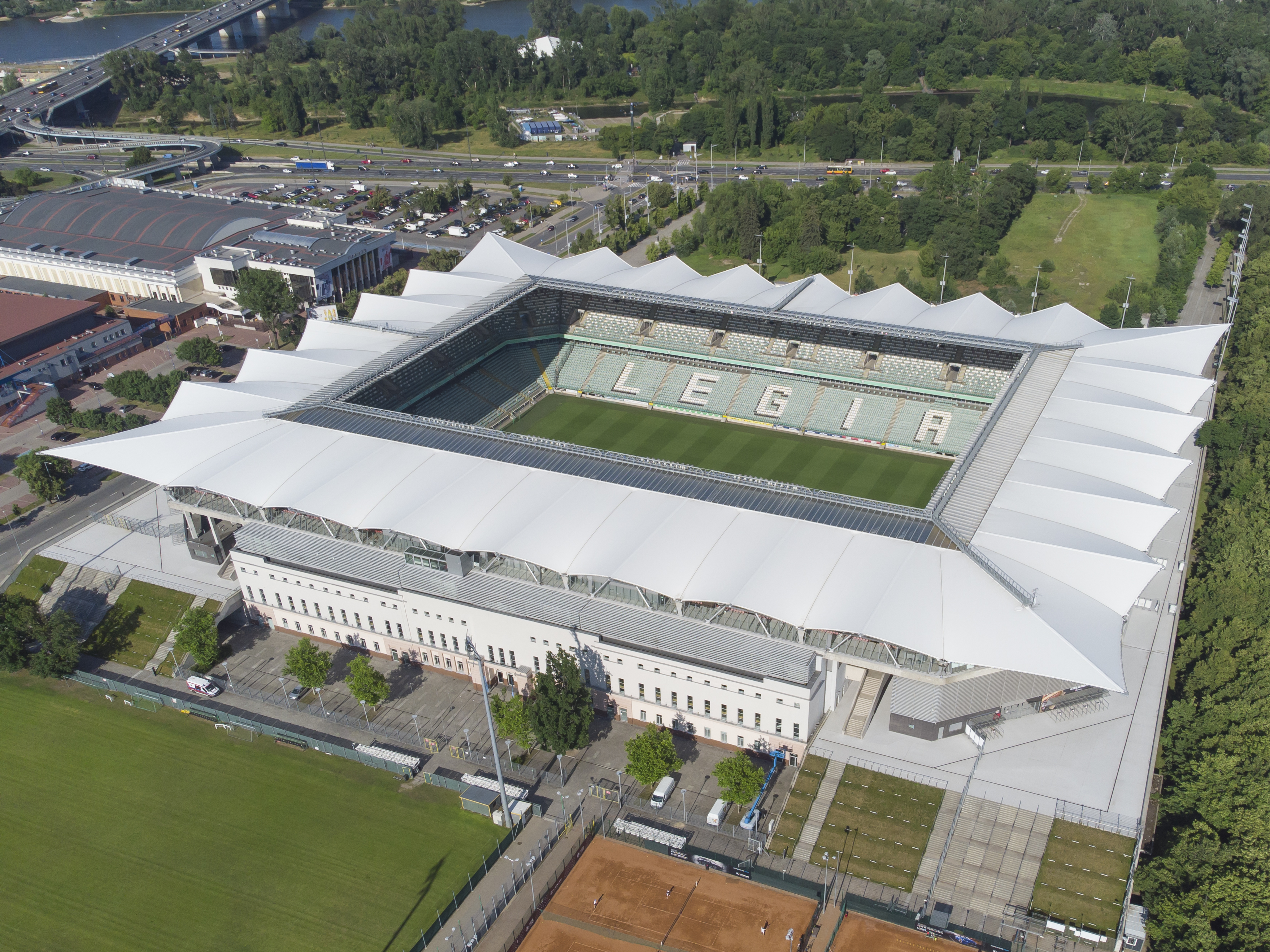
2022年の外観
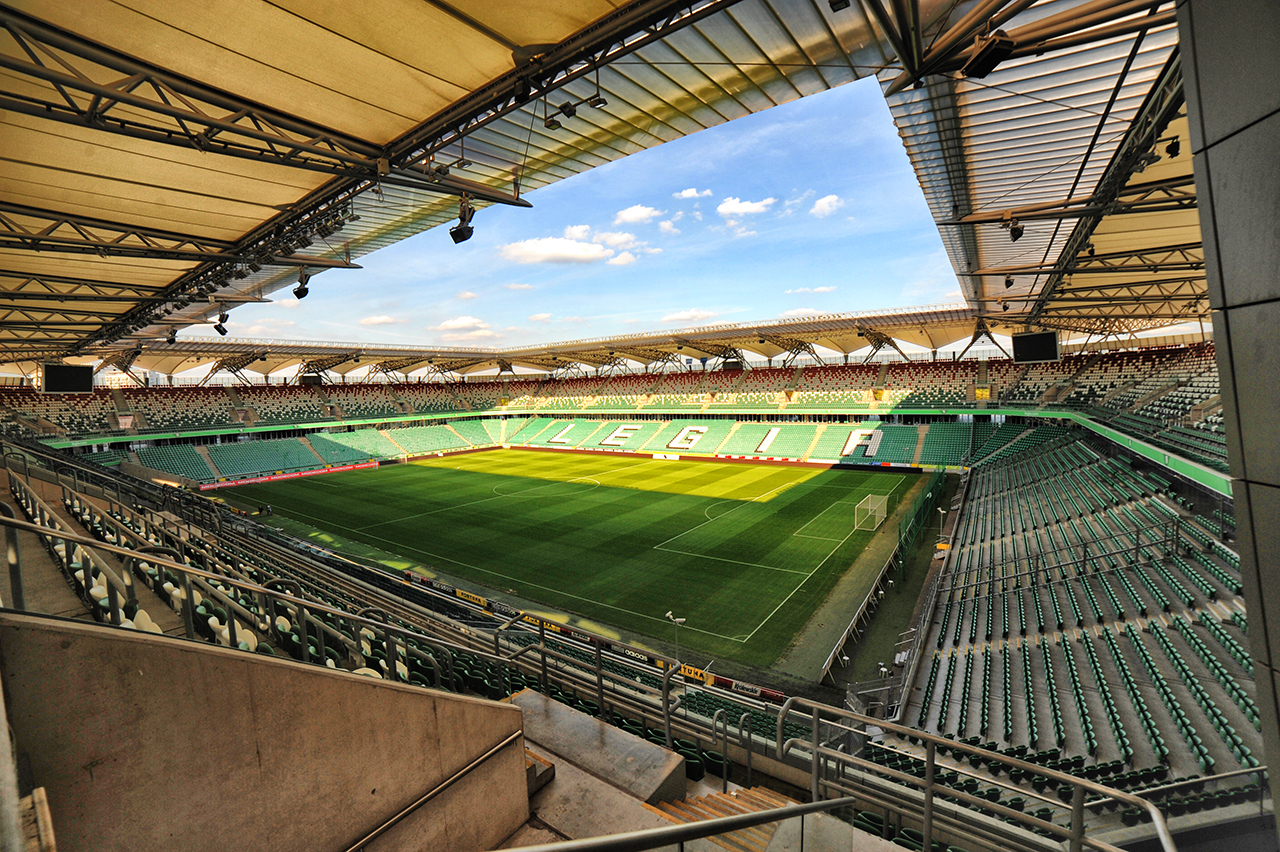
2015年の内観
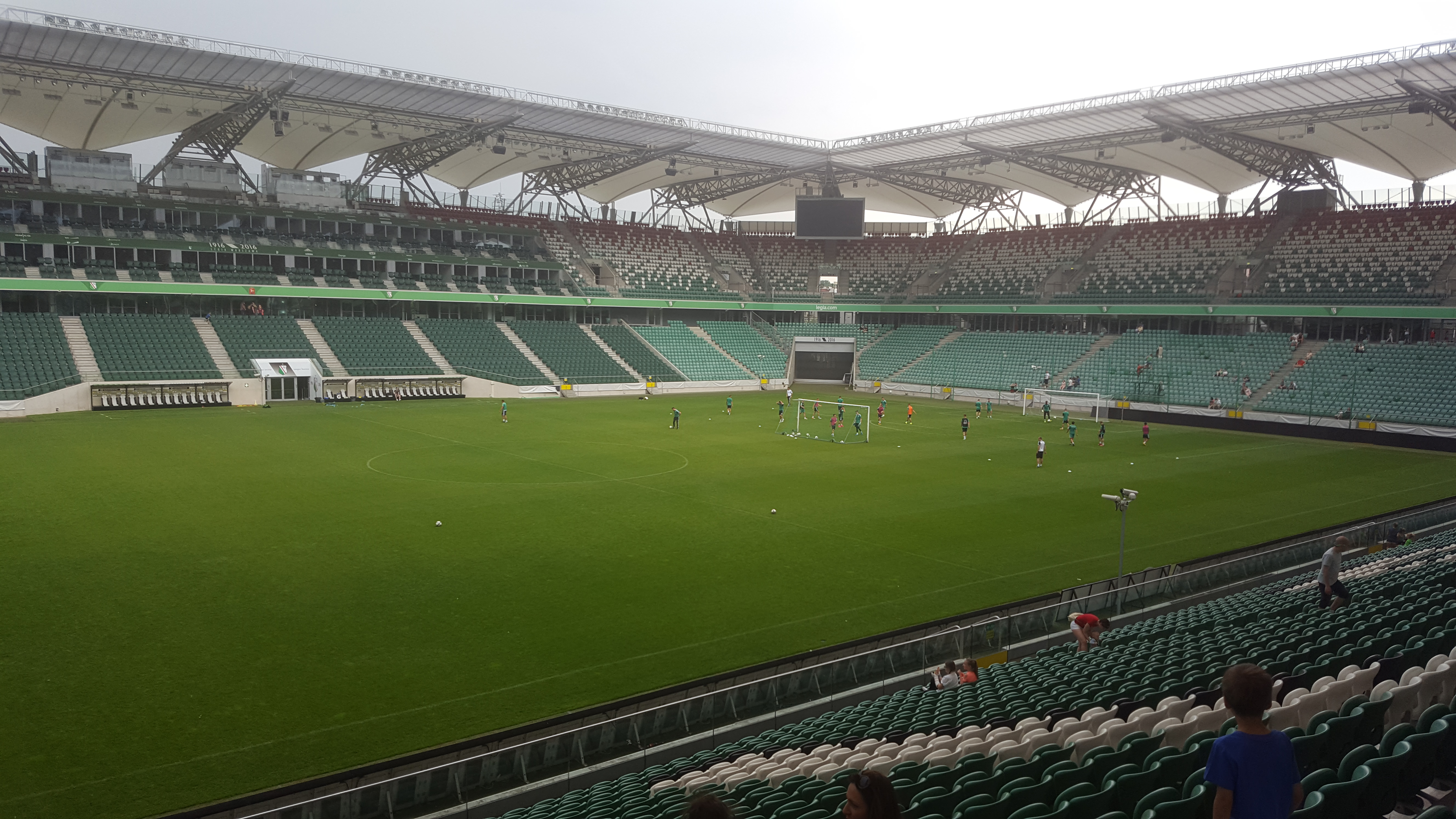
2016年の内観